# Sainte-Croix (Tarn)
Sainte-Croix (okzitanisch Senta Crotz) ist eine französische Gemeinde mit 423 Einwohnern (Stand: 1. Januar 2022) im Département Tarn in der Region Okzitanien (vor 2016: Midi-Pyrénées). Sie gehört zum Arrondissement Albi und zum Kanton Albi-3 (bis 2015: Kanton Albi-Nord-Ouest).

## Geografie
Sainte-Croix liegt etwa acht Kilometer nordwestlich des Zentrums von Albi am Rande des Cevennen-Gebirges. Umgeben wird Sainte-Croix von den Nachbargemeinden Mailhoc im Norden, Cagnac-les-Mines im Osten, Castelnau-de-Lévis im Süden sowie Castanet im Westen.

## Bevölkerungsentwicklung
| 1962                       | 1968 | 1975 | 1982 | 1990 | 1999 | 2006 | 2017 |
| -------------------------- | ---- | ---- | ---- | ---- | ---- | ---- | ---- |
| 202                        | 177  | 175  | 249  | 305  | 287  | 335  | 378  |
| Quellen: Cassini und INSEE |      |      |      |      |      |      |      |

## Sehenswürdigkeiten
- Kirche
- Domäne von Escausses